# Эхолинк
Эхоли́нк (англ. Echolink) — технология объединения радиолюбительских эфирных (в основном УКВ) пространств через Интернет. Радиолюбитель, используя портативную УКВ-рацию, может подключиться к местному эхолинк-узлу, который через интернет свяжет его с любым другим узлом в мире, причём конечному пользователю не нужна установка никакого программного обеспечения. Для передачи голоса используется VoIP.
Этим термином называют также глобальную любительскую VoIP-радиосеть, а также программу для ОС Microsoft Windows.
Автор технологии и программы — американский радиолюбитель — Джонатан Тейлор (англ. Johnatan Taylor, K1RFD).

## Основные Эхолинк-конструкции
Радиолюбители, работающие в Эхолинке, могут создавать и эксплуатировать следующие Эхолинк-конструкции:
- Эхолинк-юзер — радиолюбитель, который работает в Эхолинке, сидя за компьютером.
- Эхолинк-узел — радиолюбительская станция, работающая симплексом на одной радиолюбительской частоте.
- Эхолинк-репитер — радиолюбительская станция, работающая симплексом на разнесённых радиолюбительских частотах.
- Эхолинк-конференция — виртуальный сервер, к которому могут подсоединяться Эхолинк-юзеры, Эхолинк-узлы, Эхолинк-репитеры для одновременной работы друг с другом.